# Syncrotaulella strepsicentra
Syncrotaulella strepsicentra är en fjärilsart som beskrevs av Edward Meyrick 1937. Syncrotaulella strepsicentra ingår i släktet Syncrotaulella och familjen spinnmalar. Inga underarter finns listade i Catalogue of Life.